# La Rambla de les Flors (quadre de costums)
La Rambla de les Flors és un quadre de costums catalans en un acte i en vers, original de Serafí Pitarra, pseudònim de Frederic Soler i de Josep Serra, i amb música de Josep Teodor Vilar. Estrenat al teatre de Novetats de Barcelona, l'1 de juny de 1870.
L'acció té lloc -com no podia ser d'altra manera- a la Rambla de les Flors de Barcelona.

## Repartiment de l'estrena
- Roseta: Teresa vives
- Beleta: Enriqueta Alemany.
- Eloi: Ròmul Cuello
- Vicenç: Josep Riudebets.
- D. Adolfo: Eduard Mollà
- D. Ventura: Joaquim Roca.
- Bernat: Joan Llisas
- Un senyor: Francesc Casas.